# Coppa del Generalissimo 1970 (hockey su pista)
La Coppa del Generalissimo 1970 è stata la 27ª edizione della principale coppa nazionale spagnola di hockey su pista. Il torneo ha avuto luogo dal 30 maggio al 21 giugno 1970.
Il trofeo è stato vinto dal Reus Deportiu per la terza volta nella sua storia superando in finale il Voltregà. 

## Risultati

### Ottavi di finale
| Squadra 1      | Totale  | Squadra 2    | Andata | Ritorno |
| -------------- | ------- | ------------ | ------ | ------- |
| Reus Deportiu  | 11 - 10 | Mataró       | 9 - 4  | 2 - 6   |
| Barcellona     | 14 - 7  | Vilanova     | 10 - 4 | 4 - 3   |
| Coma Cros      | 2 - 11  | Espanyol     | 1 - 5  | 1 - 6   |
| Noia           | 13 - 3  | Vic          | 5 - 0  | 8 - 3   |
| Igualada       | 10 - 10 | Vendrell     | 6 - 3  | 4 - 7   |
| Arenys de Munt | 6 - 12  | Cerdanyola   | 5 - 3  | 1 - 9   |
| Sentmenat      | 8 - 5   | Reus Ploms   | 6 - 3  | 2 - 2   |
| Voltregà       | 12 - 8  | Femsa Madrid | 9 - 4  | 3 - 4   |

### Quarti di finale
| Squadra 1     | Totale | Squadra 2  | Andata | Ritorno |
| ------------- | ------ | ---------- | ------ | ------- |
| Espanyol      | 10 - 4 | Cerdanyola | 6 - 4  | 4 - 0   |
| Noia          | 17 - 6 | Barcellona | 9 - 2  | 8 - 4   |
| Reus Deportiu | 14 - 5 | Sentmenat  | 6 - 3  | 8 - 2   |
| Vendrell      | 8 - 15 | Voltregà   | 3 - 11 | 5 - 4   |

### Semifinali
| Squadra 1 | Totale | Squadra 2     | Andata | Ritorno |
| --------- | ------ | ------------- | ------ | ------- |
| Espanyol  | 6 - 9  | Voltregà      | 4 - 2  | 2 - 7   |
| Noia      | 7 - 9  | Reus Deportiu | 5 - 5  | 2 - 4   |

### Finale
| Barcellona 21 giugno 1970 | Reus Deportiu | 5 – 1 | Voltregà |  |